# Вагова функція
Вагова функція — спеціальна математична конструкція, яка використовується при підсумовуванні, інтегруванні чи усередненні, щоб надати більшої «ваги» певним елементам в кінцевому результаті порівняно з іншими елементами. Потреба у введені таких функцій часто виникає в статистиці та математичному аналізі. Поняття вагової функції тісно пов'язане з теорією міри. Вагові функції можуть використовуватись як із дискретними, так і з неперервними величинами.

## Дискретний випадок
Дискретна вагова функція {\displaystyle w:A\to {\mathbb {R} }^{+}} — невід'ємна функція, визначена на дискретній множині значень {\displaystyle A}, яка зазвичай скінченна або зліченна. Одинична вагова функція {\displaystyle w(a):=1} відповідає звичайному, незваженому випадку, коли всі елементи мають однакову вагу.
Нехай задано деякий набір дійсних значень, які занумеровані елементами множини {\displaystyle A}:
{\displaystyle \{f(a),a\in A\}.}
Тоді звичайна незважена сума елементів {\displaystyle f(a)} по множині {\displaystyle A} визначається як
{\displaystyle S=\sum _{a\in A}f(a).}
У зваженій сумі з вагою {\displaystyle w}, ми кожному елементу {\displaystyle f(a)} надаємо відповідну вагу {\displaystyle w(a)}, домножуючи його на значення ваги, і тоді зважена сума визначається таким чином:
{\displaystyle S_{w}=\sum _{a\in A}f(a)w(a).}
Незваженим середнім значенням по скінченній множині {\displaystyle A} називається сума вигляду
{\displaystyle {\frac {1}{|A|}}\sum _{a\in A}f(a)},
де {\displaystyle |A|} — потужність множини {\displaystyle A}, тобто кількість її елементів.
У зваженому середньому потужність {\displaystyle |A|} замінюють на зважену потужність, суму ваг всіх елементів
{\displaystyle \sum _{a\in A}w(a).}
Зважене середнє арифметичне у такому випадку визначається як
{\displaystyle {\bar {f}}={\frac {\sum _{a\in A}f(a)w(a)}{\sum _{a\in A}w(a)}}.}

### Застосування
Термін вагова функція виник з механіки: при обчисленні цента мас системи з
{\displaystyle n} точкових тіл з масами {\displaystyle w_{1},\ldots ,w_{n}}, центри мас яких розміщенні в точках з координатами {\displaystyle {\boldsymbol {x}}_{1},\ldots ,{\boldsymbol {x}}_{n}} центр мас системи буде розміщений в точці з координатами
{\displaystyle {\frac {\sum _{i=1}^{n}w_{i}{\boldsymbol {x}}_{i}}{\sum _{i=1}^{n}w_{i}}}},
яку можна інтерпретувати як середнє зважене координат {\displaystyle {\boldsymbol {x}}_{i}}.
Найпоширеніші області застосування зважених сум — чисельне інтегрування та цифрова фільтрація сигналів.
Зважені суми використовуються у задачах багатокритеріальної оптимізації для переходу від декількох часткових критеріїв оптимальності до єдиного інтегрального критерію, який часто є зваженою сумою часткових критеріїв.
Також широко застосовуються у економіко-математичних методах аналізу даних та задачах машинного навчання.
Зважене середнє часто використовується у статистиці для компенсації похибок в оцінках. Нехай, для істинного значення {\displaystyle f}, отримано незалежно один від одного декілька значень {\displaystyle f_{i}} з дисперсіями {\displaystyle \sigma _{i}^{2}}, тоді найкраще наближення істинного значення отримуємо як середнє зважене часткових результатів з вагами {\displaystyle w_{i}={\frac {1}{\sigma _{i}^{2}}}}: дисперсія так отриманого наближення буде меншою за кожну з часткових дисперсій {\displaystyle \sigma ^{2}=1/\sum w_{i}}. Також застосовується в методі максимальної правдоподібності.

## Неперервний випадок
У випадку неперервних величин, вагова функція — міра {\displaystyle w(x)dx} задана в деякій області {\displaystyle \Omega }. Міру, в певному сенсі, можна вважати узагальненням поняття вагової функції.
У випадку якщо {\displaystyle \Omega } є підмножиною евклідового простору {\displaystyle {\mathbb {R} }^{n}}, то під {\displaystyle dx} розуміють міру Лебега на {\displaystyle {\mathbb {R} }^{n}}, а {\displaystyle w:\Omega \to \mathbb {R} ^{+}} — невід'ємна функція. В даному контексті вагова функція {\displaystyle w(x)} часто розуміється як густина.
Нехай {\displaystyle f:\Omega \to {\mathbb {R} }} — дійснозначна функція, то окрім незваженого інтеграла
{\displaystyle \int _{\Omega }f(x)\ dx}
можна розглядати зважений інтеграл
{\displaystyle \int _{\Omega }f(x)w(x)\,dx.}
Оскільки за означенням інтеграл
{\displaystyle \mathrm {vol} (E):=\int _{E}1\ dx,\quad E\subset \Omega ,}
виступає як об'єм множини {\displaystyle E}, то можна ввести поняття зваженого об'єму
{\displaystyle \mathrm {vol} _{w}(E):=\int _{E}w(x)\ dx}
та, відповідно, зваженого середнього значення функції {\displaystyle f} по множині {\displaystyle E}:
{\displaystyle {\frac {\int _{\Omega }f(x)\ w(x)dx}{\int _{\Omega }w(x)\ dx}}={\frac {1}{\mathrm {vol} _{w}(E)}}\int _{\Omega }f(x)w(x)dx.}
Введення вагової функції дозволяє узагальнити поняття інтеграла, як границі відповідної зваженої суми. Такі узагальнення інтеграла часто використовують у статистиці, теорії випадкових процесів, теорії стохастичних диференціальних рівнянь.
У випадку, коли міра є дискретною, ми отримуємо попередній дискретний випадок — всі інтеграли замінюються підсумовуванням.

### Скалярний добуток
Нехай {\displaystyle f:\Omega \to {\mathbb {R} }} та {\displaystyle g:\Omega \to {\mathbb {R} }} — дві задані функції. Тоді крім звичайного скалярного добутку
{\displaystyle \langle f,g\rangle :=\int _{\Omega }f(x)g(x)\ dx}
можна розглядати зважений скалярний добуток
{\displaystyle \langle f,g\rangle :=\int _{\Omega }f(x)g(x)\ w(x)dx.}
Прикладами зважених ортогональних функцій (у просторі {\displaystyle L^{2}}) є ортогональні поліноми і пов'язані з ними функції, а також ряд інших спеціальних функцій.